# Eugene Walter (dramaturgo)
Eugene Walter (27 de noviembre de 1874 – 26 de septiembre de 1941) fue un dramaturgo y guionista cinematográfico de nacionalidad estadounidense, conocido sobre todo por su obra The Easiest Way.

## Biografía
Nacido en Cleveland, Ohio, fue soldado del Regimiento de Caballería 1st Ohio y sirvió durante la Guerra hispano-estadounidense.
Algunas de sus obras teatrales fueron adaptadas a la pantalla en más de una ocasión, como fue el caso de Paid in Full (escrita en 1908) o The Trail of the Lonesome Pine (1912), un texto que era adaptación de la novela de John Fox Jr. del mismo título.
En 1908 se casó con la actriz Charlotte Walker en Cincinnati, pero la pareja se divorció en octubre de 1923, casándose él en secreto con Mary Kissel en México. Ella era modelo artística con trabajo en Nueva York.
Eugene Walter falleció en 1941 en Hollywood, California, a causa de un cáncer. Fue enterrado en el Cementerio Nacional de Los Ángeles .

## Obras teatrales
- Sergeant James (1901), más adelante llamada Boots and Saddles (1909)
- The Flag Station (1905)
- The Undertow (1907)
- Paid in Full (1908)
- The Real Issue (1908)
- The Wolf (1908)
- The Easiest Way (1909)
- Boots and Saddles (1909)
- Just a Wife (1910)
- The Assassin (1911)
- The Trail of the Lonesome Pine (1912)
- Fine Feathers (1913)
- Just a Woman (1916)
- The Knife (1917)
- Nancy Lee (1918)
- The Challenge (1919)
- The Man's Name (1921)
- Jealousy (1921)
- Come Angel Band (1936)

## Filmografía completa

### Guionista
- Paid in Full, de Augustus E. Thomas - obra teatral (1914)
- The Trail of the Lonesome Pine, de Frank L. Dear - obra teatral (1914)
- The Wolf, de Barry O'Neil - obra teatral (1914)
- Fine Feathers, de Joseph A. Golden - obra teatral (1915)
- The Trail of the Lonesome Pine, de Cecil B. DeMille - obra teatral (1916)
- Boots and Saddles - obra teatral (1916)
- The Easiest Way, de Albert Capellani - obra teatral (1917)
- The Knife, de Robert G. Vignola - obra teatral (1918)
- Just a Woman, de Julius Steger - obra teatral (1918)
- Paid in Full, de Emile Chautard - obra teatral (1919)
- The Belle of New York, de Julius Steger - guion (1919)
- The Way of a Woman, de Robert Z. Leonard - obra teatral Nancy Lee y guion (1919)
- The Wolf, de James Young - obra teatral (1919)
- Sealed Hearts, de Ralph Ince - guion (1919)
- Just a Wife, de Howard C. Hickman - obra teatral (1920)
- Love, Honor and Obey, de Leander De Cordova (1920)
- Fine Feathers, de Fred Sittenham – adaptación y obra teatral (1921)
- What Fools Men Are, de George Terwilliger - obra teatral The Flapper (1922)
- The Trail of the Lonesome Pine, de Charles Maigne - obra teatral (1923)
- Just a Woman, de Irving Cummings - obra teatral (1925)
- The Unfair Sex, de Henri Diamant-Berger - guion (1926)
- Mother Knows Best, de John G. Blystone - guion (1928)
- Friendship, de Eugene Walter - guion (1929)
- Side Street, de Malcolm St. Clair – guion (1929)
- Jealousy, de Jean de Limur - guion (1929)
- En nombre de la amistad, de Richard Harlan (1930)
- Pardon My Gun, de Robert De Lacey (1930)
- The Easiest Way, de Jack Conway - obra teatral (1931)
- Quand on est belle, de Arthur Robison - obra teatral The Easiest Way (1932)
- No Other Woman, de J. Walter Ruben - obra teatral Just a Woman (1933)
- I Loved You Wednesday, de Henry King y William Cameron Menzies (1933)
- Upperworld, de Roy Del Ruth (1934)
- Woman Trap, de Harold Young (1936)

### Actor
- Tess of the Storm Country, de Edwin S. Porter (1914)
- Divorce and the Daughter, de Frederick Sullivan (1916)
- Mary Lawson's Secret, de John B. O'Brien (1917)

### Director
- Friendship (1929)